# نگاتیو

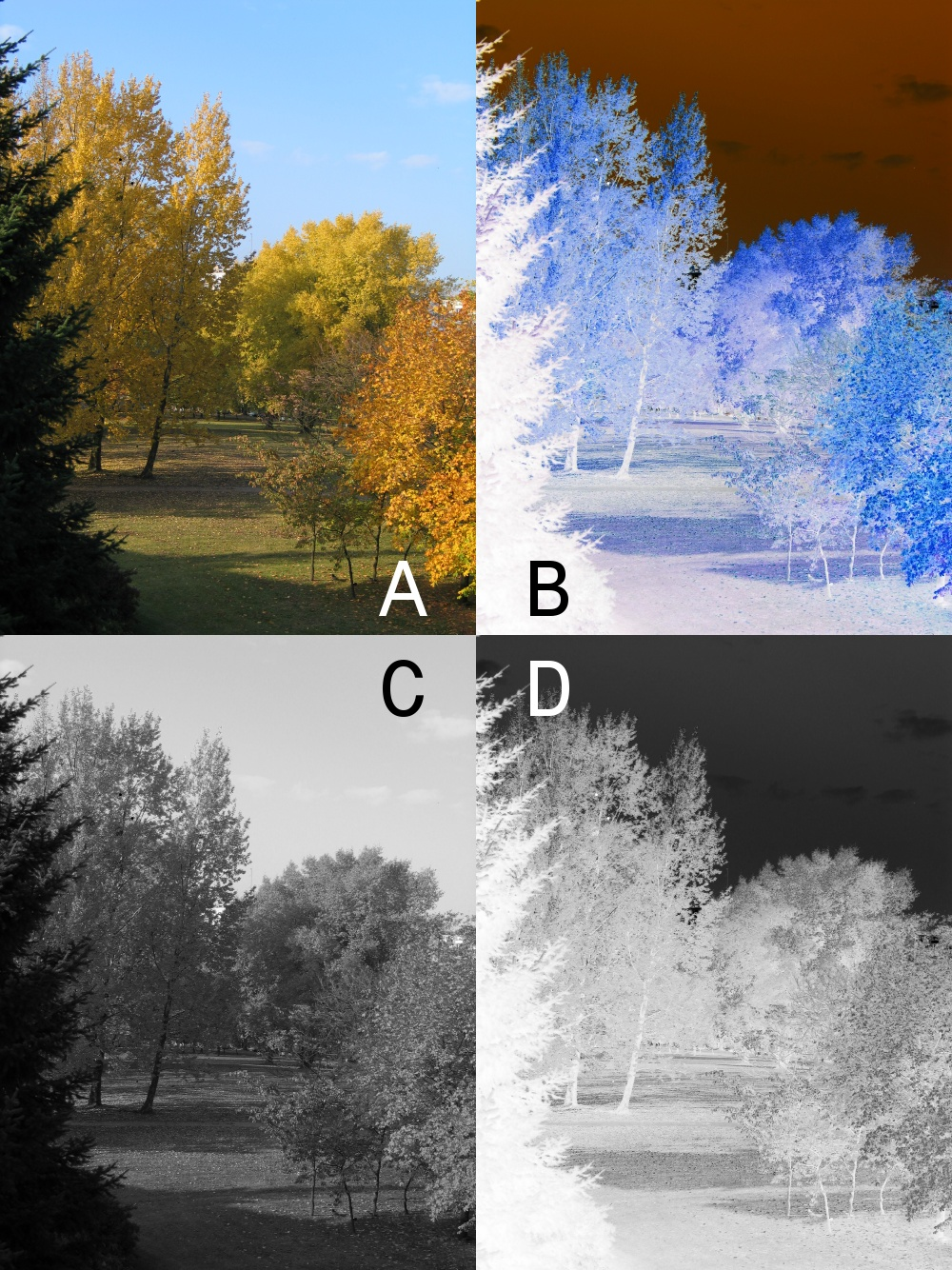
تصویر با رنگ مثبت (A) و نگاتیو (B)، تصویر تک‌رنگ مثبت (C) و نگاتیو (D)

در عکاسی، نگاتیو تصویری است معمولاً روی نوار یا صفحه‌ای از فیلم پلاستیکی شفاف که در آن روشن‌ترین بخش‌های سوژهٔ عکاسی‌شده به‌صورت تیره و تیره‌ترین بخش‌ها به‌صورت روشن ظاهر می‌شوند. این ترتیب معکوس به این دلیل رخ می‌دهد که مواد شیمیایی بسیار حساس به نوری که فیلم دوربین برای ثبت سریع تصویر در عکاسی معمولی استفاده می‌کند، در اثر نوردهی و فرآیند بعدی عکاسی، تیره می‌شوند نه اینکه رنگشان از بین برود.
در مورد نگاتیوهای رنگی، رنگ‌ها نیز به رنگ‌های مکمل خود معکوس می‌شوند. نگاتیوهای رنگی معمولی دارای ته‌رنگ نارنجی کم‌رنگی هستند که به دلیل وجود یک ویژگی خودکار ماسک‌رنگ ایجاد می‌شود؛ این ویژگی در نهایت باعث بهبود بازتولید رنگ می‌شود.
نگاتیوها معمولاً برای تهیه نسخه‌های مثبت روی کاغذ عکاسی استفاده می‌شوند؛ این کار یا با پروژکت کردن نگاتیو روی کاغذ با استفاده از آگراندیسور عکاسی انجام می‌شود یا از طریق چاپ تماسی. کاغذ عکاسی نیز بسته به میزان نوردهی‌اش تیره می‌شود، بنابراین یک وارونگی دوم اتفاق می‌افتد که ترتیب روشنایی و تیرگی را به حالت عادی بازمی‌گرداند.
نگاتیوها زمانی معمولاً بر روی صفحات نازکی از شیشه ساخته می‌شدند، نه روی فیلم‌های پلاستیکی، و برخی از نخستین نگاتیوها روی کاغذ تهیه می‌شدند.
چاپ‌های مثبت شفاف را می‌توان با چاپ نگاتیو روی فیلم‌های مثبت مخصوص تهیه کرد؛ همان‌طور که در ساخت نگاتیوهای سنتی فیلم‌های سینمایی برای نمایش در سینماها انجام می‌شود. برخی از فیلم‌هایی که در دوربین‌ها استفاده می‌شوند، برای ظاهر شدن به روش پروسس معکوس طراحی شده‌اند که در آن، به جای نگاتیو، تصویر نهایی مثبت مستقیماً روی فیلم اصلی ایجاد می‌شود. تصاویر مثبت روی فیلم یا شیشه را ترانسپارنت یا دیاپوزیتیو می‌نامند، و اگر در قاب‌های کوچکی قرار گیرند که برای استفاده در اسلاید پروژکتور یا نمایشگرهای بزرگ‌نما طراحی شده‌اند، به آن‌ها معمولاً اسلاید گفته می‌شود.

## پوزیتیو و نگاتیو در سینما
در فیلم‌های سیاه و سفید، استفاده از فیلم پوزیتیو رایج‌تر است. اما دلایل این امر و تفاوت‌های این دو نوع فیلم چه هستند؟ 

### فیلم پوزیتیو:
- رایج‌ترین نوع: فیلم پوزیتیو به دلیل سهولت در پردازش و نمایش مستقیم تصویر، به عنوان رایج‌ترین نوع فیلم در سینما شناخته می‌شود.
- ویژگی‌ها: تصویر در فیلم پوزیتیو به صورت مثبت نمایش داده می‌شود، یعنی اجسام روشن در فیلم نیز روشن دیده می‌شوند. این ویژگی باعث می‌شود که تصویر طبیعی‌تر به نظر برسد.
- کاربردها: به دلیل ویژگی‌های ذکر شده، فیلم پوزیتیو در اکثر فیلم‌های داستانی، مستند و تبلیغاتی استفاده می‌شود.

### فیلم نگاتیو:
- ویژگی‌ها: در فیلم نگاتیو، رنگ‌ها و روشنایی‌ها برعکس نمایش داده می‌شوند. یعنی اجسام روشن در فیلم تیره و اجسام تیره روشن دیده می‌شوند.
- کاربردها:
  - تأکید بر کنتراست: به دلیل کنتراست بالای تصاویر، فیلم نگاتیو برای ایجاد جلوه‌های هنری خاص و تأکید بر المان‌های بصری خاص در فیلم استفاده می‌شود.
  - ایجاد فضای وهم‌آلود: فیلم نگاتیو می‌تواند فضایی وهم‌آلود و تاریک را در فیلم ایجاد کند که برای ژانرهای ترسناک و معمایی مناسب است.
  - اثرگذاری احساسی: با استفاده از فیلم نگاتیو می‌توان بر احساسات مخاطب تأکید کرد و به او تجربه بصری متفاوتی ارائه داد.
- دلایل احتیاط در استفاده:
  - پردازش پیچیده‌تر: فیلم نگاتیو نیاز به پردازش بیشتری دارد تا تصویر نهایی به دست آید.
  - تفسیر متفاوت مخاطب: ممکن است برخی از مخاطبان به دیدن تصاویر نگاتیو عادت نداشته باشند و این امر بر درک آن‌ها از فیلم تأثیر بگذارد.
  - تناسب با سبک فیلم: استفاده از فیلم نگاتیو باید با سبک و محتوای فیلم هماهنگ باشد تا نتیجه مطلوب حاصل شود.